# Gochnatieae
Gochnatieae Rydb., 1820 è una tribù di piante angiosperme dicotiledoni appartenente alla famiglia delle Asteraceae. La tribù è anche l'unica della sottofamiglia Gochnatioideae (Benth. & Hook. f.) Panero & V.A.Funk, 2002.

## Etimologia
Il nome della sottofamiglia deriva dal genere Gochnatia che a sua volta è stato nominato in onore del botanico Frédéric Karl Gochnat (? - 1816).

## Descrizione

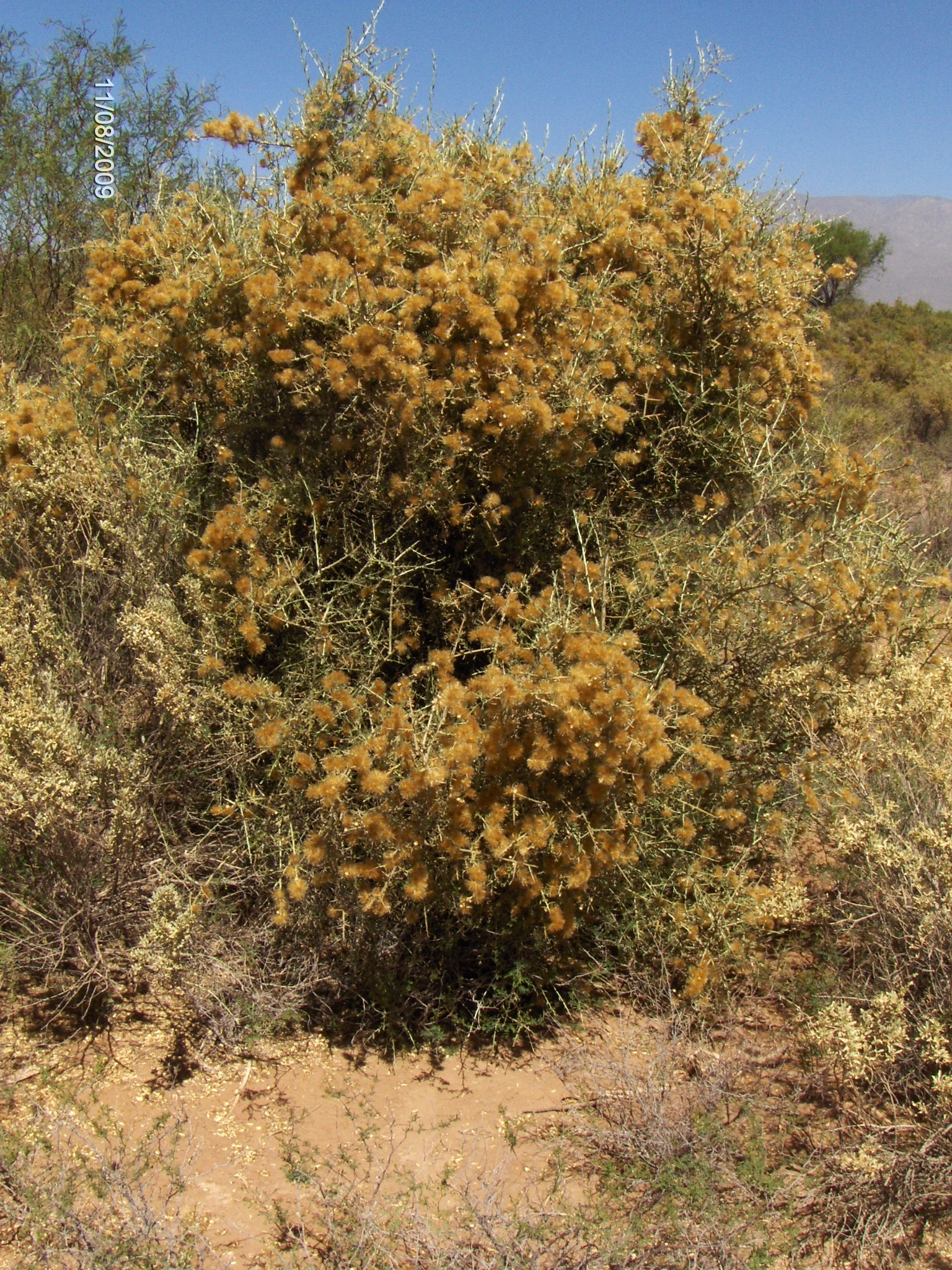
Il portamento
Cyclolepis genistoides

In questo gruppo sono presenti sia piante erbacee perenni che arbusti o alberi caratterizzate da fusti con brevi rami. Sono presenti generi con specie monoiche, raramente piante ginodioiche o poligamo-dioiche.
Le foglie lungo il caule sono disposte in modo alternato; alla base possono formare delle rosette; sono picciolate o sub-sessili. La forma, in genere intera e semplice, è molto varia: lanceolata, oblanceolata, ellittica, ovata o lineare, quasi sempre con apice acuto e bordi continui (foglie a lamina semplice), raramente i contorni possono essere spinoso-dentati. Le venature sono del tipo pennato. La consistenza in genere è coriacea o subcoriacea.
Le infiorescenze sono composte da capolini peduncolati solitari o poco numerosi (2 - 3) e tutti terminali. Possono formare anche dei gruppi pseudocorimbosi (sono presenti anche pseudoracemi o pseudopanicoli). Sono presenti capolini omogami (ermafroditi o femminili) di tipo discoide (o subdisciforme) e capolini eterogami (ermafroditi e femminili) di tipo radiato o discoide. I capolini sono formati da un involucro a forma da oblunga a campanulata o a spirale composto da brattee (o squame) all'interno delle quali un ricettacolo fa da base ai fiori. Le brattee, simili a foglie con forme ovate, lanceolate o lineari, sono disposte su 4 - 15 serie in modo embricato e scalate in altezza. Il ricettacolo, glabro e alveolati, è privo di pagliette a protezione della base dei fiori (ricettacolo nudo).
I fiori sono tetraciclici (a cinque verticilli: calice – corolla – androceo – gineceo) e in genere pentameri (ogni verticillo ha 5 elementi). I fiori si dividono in esterni (o del raggio), sono pochi (da 4 a 6), e in quelli interni (del disco) che sono molto più numerosi (300). I fiori normalmente sono isomorfi (tutti uguali), oppure sono dimorfi con fiori periferici con corolle bilabiate o subbilabiate (corolle zigomorfe di tipo 1/3 - 2/3 - 1/4) e fiori centrali con corolle tubolari (corolle actinomorfe) o ancora sono subdimorfi con fiori centrali con corolle tubolari e fiori periferici con corolle subtubolari.  In genere i fiori centrali sono ermafroditi e fertili; quelli periferici sono femminili.
- Formula fiorale:

*/x K {\displaystyle \infty }, [C (5), A (5)], G 2 (infero), achenio
- Calice: i sepali del calice sono ridotti ad una coroncina di squame.
- Corolla: il colore delle corolle è bianco, rosa o arancio. Le forme sono sia tubolari che bilabiate.
- Androceo: l'androceo è formato da 5 stami con filamenti liberi e antere saldate in un manicotto circondante lo stilo.[11] Le antere in genere hanno una forma sagittata con appendici apicali acute. Le teche sono calcarate (provviste di speroni) ed hanno code lunghe, lisce o pelose. Il polline normalmente è tricolporato a forma sferica (può essere microechinato).
- Gineceo: il gineceo ha un ovario uniloculare infero formato da due carpelli.[11]. Lo stilo è unico e con due stigmi; è ispessito sotto gli stigmi. Gli stigmi sono corti con terminazioni arrotondate e creste marginali; dorsalmente sono glabri. L'ovulo è unico e anatropo.

I frutti sono degli acheni con pappo. La forma degli acheni varia da cilindrica a spiralata (raramente è compressa) con 5 coste longitudinali e superficie pubescente o sericea. Il carpoforo (o carpopodium) è anulare o cilindrico. L'endosperma è cellulare. Il pappo è formato da setole disposte su una sola serie tutte della stessa lunghezza, oppure (raramente) sono disposte su 2 - 3 serie con un numero ridotto di corte setole esterne. Le setole sono appuntite (raramente sono ampie e piatte) e qualche volta sono piumose all'apice. Il pappo è direttamente inserito nel pericarpo o è connato in un anello parenchimatico posto sulla parte apicale dell'achenio.

## Biologia
- Impollinazione: l'impollinazione avviene tramite insetti (impollinazione entomogama tramite farfalle diurne e notturne).
- Riproduzione: la fecondazione avviene fondamentalmente tramite l'impollinazione dei fiori (vedi sopra).
- Dispersione: i semi (gli acheni) cadendo a terra sono successivamente dispersi soprattutto da insetti tipo formiche (disseminazione mirmecoria). In questo tipo di piante avviene anche un altro tipo di dispersione: zoocoria. Infatti gli uncini delle brattee dell'involucro si agganciano ai peli degli animali di passaggio disperdendo così anche su lunghe distanze i semi della pianta.

## Distribuzione e habitat
Le specie di questa sottofamiglia/tribù sono confinate in America: in maggioranza nel Sud America, poche nelle Indie Occidentali, in Messico e negli USA.

## Tassonomia
La famiglia di appartenenza di questa voce (Asteraceae o Compositae, nomen conservandum) probabilmente originaria del Sud America, è la più numerosa del mondo vegetale, comprende oltre 23.000 specie distribuite su 1.535 generi, oppure 22.750 specie e 1.530 generi secondo altre fonti (una delle checklist più aggiornata elenca fino a 1.679 generi). La famiglia attualmente (2021) è divisa in 16 sottofamiglie.

### Filogenesi
La sottofamiglia Gochnatioideae, nell'ambito delle Asteraceae occupa una posizione più o meno "basale" (si è evoluta prima rispetto al resto della maggior parte delle sottofamiglie) ed è molto vicina alle sottofamiglie Wunderlichioideae e Hecastocleidoideae; con la sottofamiglia Wunderlichioideae forma un "gruppo fratello". La sottofamiglia ha solamente la tribù Gochnatieae che è caratterizzata da specie più o meno arbustive, capolini eterogami, ricettacoli alveolati, appendice dell'antere apicolate, stilo ispessito sotto gli stigmi e acheni a 5 coste.
Alcuni generi di questo gruppo in precedenza erano descritti all'interno della tribù Mutisieae. Inizialmente definita come sottotribù Gochnatiinae  (Cabrera, 1977) comprendeva molti altri gruppi (Onoserideae, Stifftieae, Wunderlichieae, Hyalideae, Hecastocleidoideae, Carduoideae, Oldenburgieae e Pertyoideae) ora descritti, in base agli ultimi studi di tipo filogenetico sul DNA, in altre sottofamiglie.
La posizione filogenetica della specie Cyclolepis genistoides è ancora incerta. Le relazioni filogenetiche di Cyclolepis con altre Gochnatioideae e Wunderlichioideae sono equivoche e sono in conflitto con precedenti filogenesi (ossia risulta "fratello" del gruppo Gochnatioideae/Wunderlichioideae). Sono quindi necessari ulteriori studi per risolvere il conflitto.

Il cladogramma qui sotto, tratto dallo studio citato e semplificato, mostra l'attuale conoscenza filogenetica della tribù.
|  | Anastraphia    |
|  |                |
|  | Tehuasca magna |
|  |                |
|  | Nahuatlea      |
|  |                |

|  | Gochnatia                                                   |
|  |                                                             |
|  | \| \| Richterago \| \| \| \| \| \| Cnicothamnus \| \| \| \| |
|  |                                                             |
|  | Richterago                                                  |
|  |                                                             |
|  | Cnicothamnus                                                |
|  |                                                             |

|  | Richterago   |
|  |              |
|  | Cnicothamnus |
|  |              |

|  | Anastraphia    |
|  |                |
|  | Tehuasca magna |
|  |                |
|  | Nahuatlea      |
|  |                |

|  | Gochnatia                                                   |
|  |                                                             |
|  | \| \| Richterago \| \| \| \| \| \| Cnicothamnus \| \| \| \| |
|  |                                                             |
|  | Richterago                                                  |
|  |                                                             |
|  | Cnicothamnus                                                |
|  |                                                             |

|  | Richterago   |
|  |              |
|  | Cnicothamnus |
|  |              |

|  | Anastraphia    |
|  |                |
|  | Tehuasca magna |
|  |                |
|  | Nahuatlea      |
|  |                |

|  | Gochnatia                                                   |
|  |                                                             |
|  | \| \| Richterago \| \| \| \| \| \| Cnicothamnus \| \| \| \| |
|  |                                                             |
|  | Richterago                                                  |
|  |                                                             |
|  | Cnicothamnus                                                |
|  |                                                             |

|  | Richterago   |
|  |              |
|  | Cnicothamnus |
|  |              |

|  | Anastraphia    |
|  |                |
|  | Tehuasca magna |
|  |                |
|  | Nahuatlea      |
|  |                |

|  | Gochnatia                                                   |
|  |                                                             |
|  | \| \| Richterago \| \| \| \| \| \| Cnicothamnus \| \| \| \| |
|  |                                                             |
|  | Richterago                                                  |
|  |                                                             |
|  | Cnicothamnus                                                |
|  |                                                             |

|  | Richterago   |
|  |              |
|  | Cnicothamnus |
|  |              |

|  | Anastraphia    |
|  |                |
|  | Tehuasca magna |
|  |                |
|  | Nahuatlea      |
|  |                |

|  | Gochnatia                                                   |
|  |                                                             |
|  | \| \| Richterago \| \| \| \| \| \| Cnicothamnus \| \| \| \| |
|  |                                                             |
|  | Richterago                                                  |
|  |                                                             |
|  | Cnicothamnus                                                |
|  |                                                             |

|  | Richterago   |
|  |              |
|  | Cnicothamnus |
|  |              |

|  | Anastraphia    |
|  |                |
|  | Tehuasca magna |
|  |                |
|  | Nahuatlea      |
|  |                |

|  | Gochnatia                                                   |
|  |                                                             |
|  | \| \| Richterago \| \| \| \| \| \| Cnicothamnus \| \| \| \| |
|  |                                                             |
|  | Richterago                                                  |
|  |                                                             |
|  | Cnicothamnus                                                |
|  |                                                             |

|  | Richterago   |
|  |              |
|  | Cnicothamnus |
|  |              |

|  | Anastraphia    |
|  |                |
|  | Tehuasca magna |
|  |                |
|  | Nahuatlea      |
|  |                |

|  | Gochnatia                                                   |
|  |                                                             |
|  | \| \| Richterago \| \| \| \| \| \| Cnicothamnus \| \| \| \| |
|  |                                                             |
|  | Richterago                                                  |
|  |                                                             |
|  | Cnicothamnus                                                |
|  |                                                             |

|  | Richterago   |
|  |              |
|  | Cnicothamnus |
|  |              |

|  | Anastraphia    |
|  |                |
|  | Tehuasca magna |
|  |                |
|  | Nahuatlea      |
|  |                |

|  | Gochnatia                                                   |
|  |                                                             |
|  | \| \| Richterago \| \| \| \| \| \| Cnicothamnus \| \| \| \| |
|  |                                                             |
|  | Richterago                                                  |
|  |                                                             |
|  | Cnicothamnus                                                |
|  |                                                             |

|  | Richterago   |
|  |              |
|  | Cnicothamnus |
|  |              |

Il numero cromosomico delle specie di questo gruppo è: 2n = 46, 44, 52.
L'età di formazione della sottofamiglia/tribù varia (secondo varie ricerche) da 36 a 18 milioni di anni fa.

### Elenco dei generi
La tribù Gochnatieae comprende 8 generi e 99 specie:
| Genere                                           | N. specie                                                      | Caratteri principali                                                                                             | Distribuzione                                 |
| ------------------------------------------------ | -------------------------------------------------------------- | --- | --------------------------------------------- |
| Anastraphia D.Don, 1830                          | 33 spp.                                                        | Sono caratterizzate dai margini fogliari spinosi                                                                 | Bahamas, Cuba, Repubblica Dominicana e Haiti. |
| Cnicothamnus Griseb., 1874                       | 2 spp.                                                         | Habitus di tipo arbustivo (o piccoli alberi) con grandi capolini e fiori periferici colore arancio               | Argentina e Bolivia                           |
| Gochnatia Knuth, 1818                            | 16 spp.                                                        | Arbusti (o piccoli alberi) monoici o ginodioici con capolini discoidi con corolle in prevalenza gialle           | Sud America, Indie Occidentali, Messico e USA |
| Cyclolepis D.Don, 1832                           | 1 sp. (C. genistoides D. Don)                                  | Arbusti ginodioici con capolini discoidi con corolle bianco-rosa                                                 | Argentina, Cile, Bolivia (?) e Paraguay       |
| Moquiniastrum (Cabrera) G.Sancho, 2013           | 22 spp.                                                        | Presenza di specie ginodioiche, di pubescenze formate da peli con 2 - 5 ramificazioni e infiorescenze panicolate | Sudamerica                                    |
| Nahuatlea V.A.Funk, 2017                         | 7 spp.                                                         | La corolla è priva di tricomi ghiandolari                                                                        | Messico e USA (meridionali)                   |
| Richterago Kuntze, 1891                          | 17 spp.                                                        | Habitus di tipo erbaceo o subarbustivo con capolini solitari lungamente peduncolati                              | Brasile                                       |
| Tehuasca (M. C. Johnst. ex Cabrera) Panero, 2019 | 1 sp. (Tehuasca magna (M. C. Johnst. ex Cabrera) Panero, 2019) | Arbusti o piccoli alberi di 2 - 5 metri di altezza con foglie alternate                                          | Messico                                       |

Nota 1: inizialmente il genere Pentaphorus D.Don è stato descritto in questo gruppo, ma successive analisi lo hanno declassato a sinonimo di Gochnatia.
Nota 2:  all'elenco sopra è da aggiungere un nuovo genere monospecifico: Vickia contenente la specie Vickia rotundifolia (derivata da Gochnatia rotundifolia). Nell'analisi di tipo filogenetico del DNA la nova specie risulta "sorella" del gruppo Cnicothamnus-Richterago e differisce dagli altri generi della tribù per la venatura fogliare basale attinodroma con tre vene primarie, e dal pappo composto da 60 - 75 setole quasi piatte, disposte in 2 o 3 serie, di lunghezza disuguale.

### Chiave analitica per i generi
Per meglio comprendere ed individuare i generi della tribù, l’elenco seguente utilizza in parte il sistema delle chiavi analitiche (vengono cioè indicate solamente quelle caratteristiche utili a distingue un genere dall'altro):
- Gruppo 1A: la distribuzione di queste piante è relativa al Nord America;

- Gruppo 2A: le piante sono endemiche dei Caraibi con margini fogliari con muco spinoso

Anastraphia
- Gruppo 2B: Stabilimenti del Messico e degli Stati Uniti. Margini fogliari intero

- Gruppo 3A: gli apici dei lobi della corolla della superficie abassiale sono privi di tricomi ghiandolari;

Nahuatlea
- Gruppo 3B: gli apici dei lobi della corolla della superficie abassiale sono provvisti di tricomi ghiandolari prominenti;

Tehuasca
- Gruppo 1B: la distribuzione di queste piante è relativa al Sud America;

- Gruppo 4A: gli arbusti sono spinosi; le setole più lunghe del pappo hanno delle estremità piumate;

Cyclolepis
- Gruppo 4B: gli arbusti (o erbe perenni) non sono spinosi e la morfologia del pappo è varia;

- Gruppo 5A: i capolini sono radiali;

- Gruppo 6A: le corolle sono colorate dal vermiglio all'arancio brillante; l'habitus di queste piante consiste in piccoli alberi o arbusti distribuiti nelle foreste umide delle Ande dell'Argentina settentrionale e della Bolivia meridionale;

Cnicothamnus
- Gruppo 6B: le corolle sono colorate di bianco e rosa, raramente viola; l'habitus di queste piante consiste in erbe perenni che comunemente formano rosette raramente con germogli corti e frondosi distribuite nel centro e nel sud del Brasile;

Richterago
- Gruppo 5B: i capolini sono del tipo discoide (talvolta in Gochnatia le corolle periferiche del capitello sono leggermente zigomorfe);

- Gruppo 7A: l'habitus di queste piante consiste in arbusti o alberi, a volte glutinosi;

Gochnatia
- Gruppo 7B: l'habitus di queste piante consiste in erbe perenni;

Richterago.
A questo elenco va aggiunto il recente genere Moquiniastrum ed eventualmente il genere Vickia.